# Skeuomorfisme

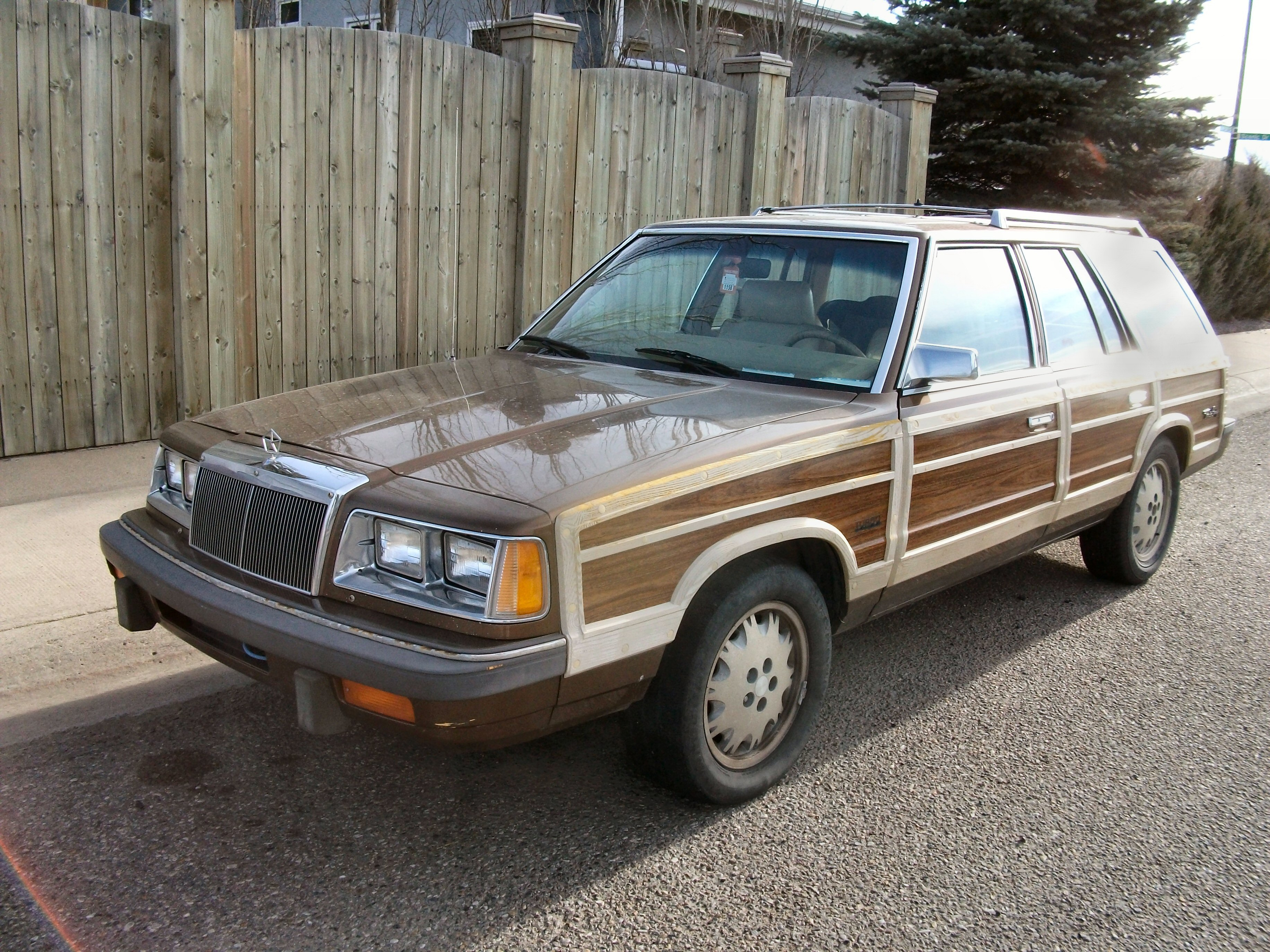
Chrysler LeBaron met imitatiehout

Skeuomorfisme is een ontwerpstijl waarin voorwerpen in hun ontwerp een ander materiaal of vorm nabootsen, zonder dat dit door hun functie wordt gerechtvaardigd.

## Begrip
Het woord skeuomorfisme is samengesteld uit de Griekse woorden skeuos (σκεῦος, spreek uit 'skuiwos'), dat 'werktuig' of 'materiaal' betekent, and morfè (μορφή), 'vorm'. Het begrip skeuomorphism komt vanaf circa 1890 voor in de Engelse taal. Aanvankelijk vooral toegepast in de oude kunsten en ambachten, wordt de term tegenwoordig meer gebruikt bij stijl in software, de grafische gebruikersomgeving.

## Doel
Het doel van skeuomorfisme is om objecten te laten lijken op het oorspronkelijke, vertrouwde materiaal. Voorbeelden zijn meubels gemaakt van imitatieleer, plastic folie waarmee een tafel of dashboard op hout kan lijken, reliëfnaden op rubberen voetzolen of in één stuk gegoten plastic voorwerpen met nagemaakte klinknagels of schroefkoppen.

## Software

Gebruikersinterface van een geluidscompressor

In het ontwerp van de grafische gebruikersomgeving voor software dient skeuomorfisme om bekendheid te creëren door een realistische weergave van het oorspronkelijke voorwerp. Bijvoorbeeld de ringbanden in een virtueel kladblok, het omvouwen van een bladzijde op het scherm, of de knoppen en schuiven op softwaresynthesizers, mengpanelen en rekenmachines.
Het tegenovergestelde van skeuomorfisme is flat design, plat of vlak ontwerp, gekenmerkt door een zakelijke, abstracte ontwerpstijl. Sinds de introductie van Apples iOS 7 is het uiterlijk ingesteld op het vlakke ontwerp, waar voorheen in iOS 6 en eerder veel skeuomorfisme werd toegepast, bijvoorbeeld op de rekenmachine, de notities-app met afscheurbare blaadjes of het Game Center met groen vilt.